# Tripsacum
Tripsacum is een geslacht van eenzaadlobbige planten uit de grassenfamilie (Poaceae), dat ongeveer vijftien soorten omvat. De soorten komen voor in Afrika, tropisch Azië, Australazië, Oceanië, Noord-Amerika en Zuid-Amerika. Volgens Watson en Dallwitz zou de term Tripsacum worden gevormd uit twee Griekse wortels, "tri" (drie) en "psakas" (kleine stukjes), met betrekking tot het uiteenvallen van de oren in ten minste drie stukken.

## Belangrijkste kenmerken
Tripsacum-soorten zijn vaste planten dankzij een vertakt wortelstelsel voorzien van wortelstokken. De plant kantelt heftig en vormt aan de basis grote klonten tot wel drie meter hoog en een meter in doorsnee. De bloeiwijzen, in de vorm van losse pannikels, zijn tweeslachtig maar samengesteld uit eenslachtige bloemen, gegroepeerd in aartjes van twee bloemen, waarvan er slechts één vruchtbaar is bij de vrouwelijke aartjes. De vrouwelijke bloemen bevinden zich aan de basis van de bloeiwijzen en de mannelijke bloemen bovenaan.

### Genetisch
Het basis-chromosoomgetal is x = 9, de soort kan tetra-, octo-, deca- of dodecaploïde zijn (respectievelijk 2n = 36, 72, 90 en 108).

## Verspreiding
Tripsacum-soorten komen voornamelijk voor in Mexico, maar hun verspreidingsgebied omvat een groter gebied van de Verenigde Staten in het noorden tot Paraguay in het zuiden. Het geslacht is onbekend in de Oude Wereld.

## Soorten
Van het geslacht zijn de volgende soorten bekend: 
- Tripsacum acutiflorum
- Tripsacum aegilopoides
- Tripsacum andersoni
- Tripsacum andersonii
- Tripsacum aristatum
- Tripsacum australe
- Tripsacum avenacea
- Tripsacum bravum
- Tripsacum ciliare
- Tripsacum compressum
- Tripsacum cundinamarce
- Tripsacum cylindricum
- Tripsacum dactyloides
- Tripsacum distachyum
- Tripsacum distichum
- Tripsacum fasciculatum
- Tripsacum floridanum
- Tripsacum giganteum
- Tripsacum granulare
- Tripsacum hermaphrodita
- Tripsacum hermaphroditicum
- Tripsacum hermaphroditum
- Tripsacum hirsutum
- Tripsacum intermedium
- Tripsacum ischaemum
- Tripsacum jalapense
- Tripsacum lanceolatum
- Tripsacum latifolium
- Tripsacum laxa
- Tripsacum laxum
- Tripsacum lemmonii
- Tripsacum maizar
- Tripsacum manisuroides
- Tripsacum monostachyon
- Tripsacum monostachyum
- Tripsacum mucronatum
- Tripsacum muticum
- Tripsacum myuros
- Tripsacum paniceum
- Tripsacum peruvianum
- Tripsacum pilosum
- Tripsacum pilosusm
- Tripsacum pubescens
- Tripsacum semiteres
- Tripsacum zopilotense